# Pungentus angulosus
Pungentus angulosus är en rundmaskart. Pungentus angulosus ingår i släktet Pungentus och familjen Dorylaimidae. Inga underarter finns listade i Catalogue of Life.